# ناعم (اسم)
ناعم هو اسم علم مذكر من أصل عربي، ومعناه هو المدقوق المحكم الدق الرفه اللطيف اللين الملمس اللين العيش الهنيء الرقيق في الحديث أو في المعاملة.

## وصلات خارجية
- موسوعة السلطان قابوس لأسماء العرب